# Hélice (aéronautique)
Pour les articles homonymes, voir Hélice (homonymie).
Pour des articles plus généraux, voir Hélice et Hélice aérienne.

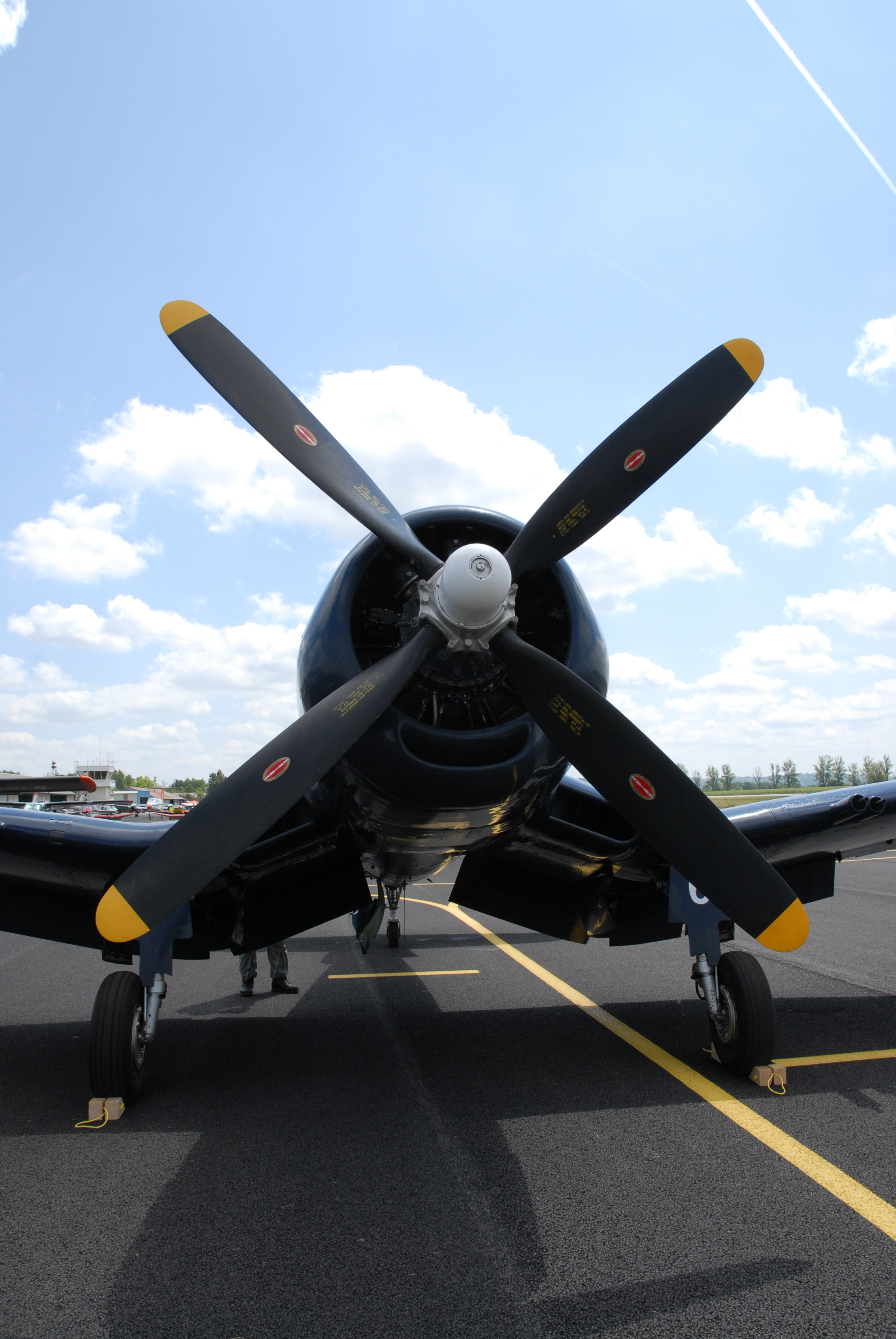
Hélice d'un F4U Corsair

En aéronautique, une hélice est un type d'hélice aérienne qui tourne grâce au mouvement rotatif imprimé directement ou indirectement par un moteur et qui, en accélérant vers l'arrière la masse d'air située devant elle, génère une force qui assure la propulsion de l'aéronef vers l’avant. Elle comporte des pales présentant, comme les ailes, un profil aérodynamique.
La rotation d'une hélice agit sur la masse d'air qui passe à travers elle et est projetée vers l'arrière à une grande vitesse. Selon le principe de la conservation de la quantité de mouvement, une force de réaction (appelée traction) s'applique sur l'hélice et propulse l'avion vers l'avant. 
La propulsion à hélice a été la première utilisée en aviation et l'est encore préférentiellement pour les avions évoluant à des vitesses faibles et moyennes du domaine subsonique.

## Historique

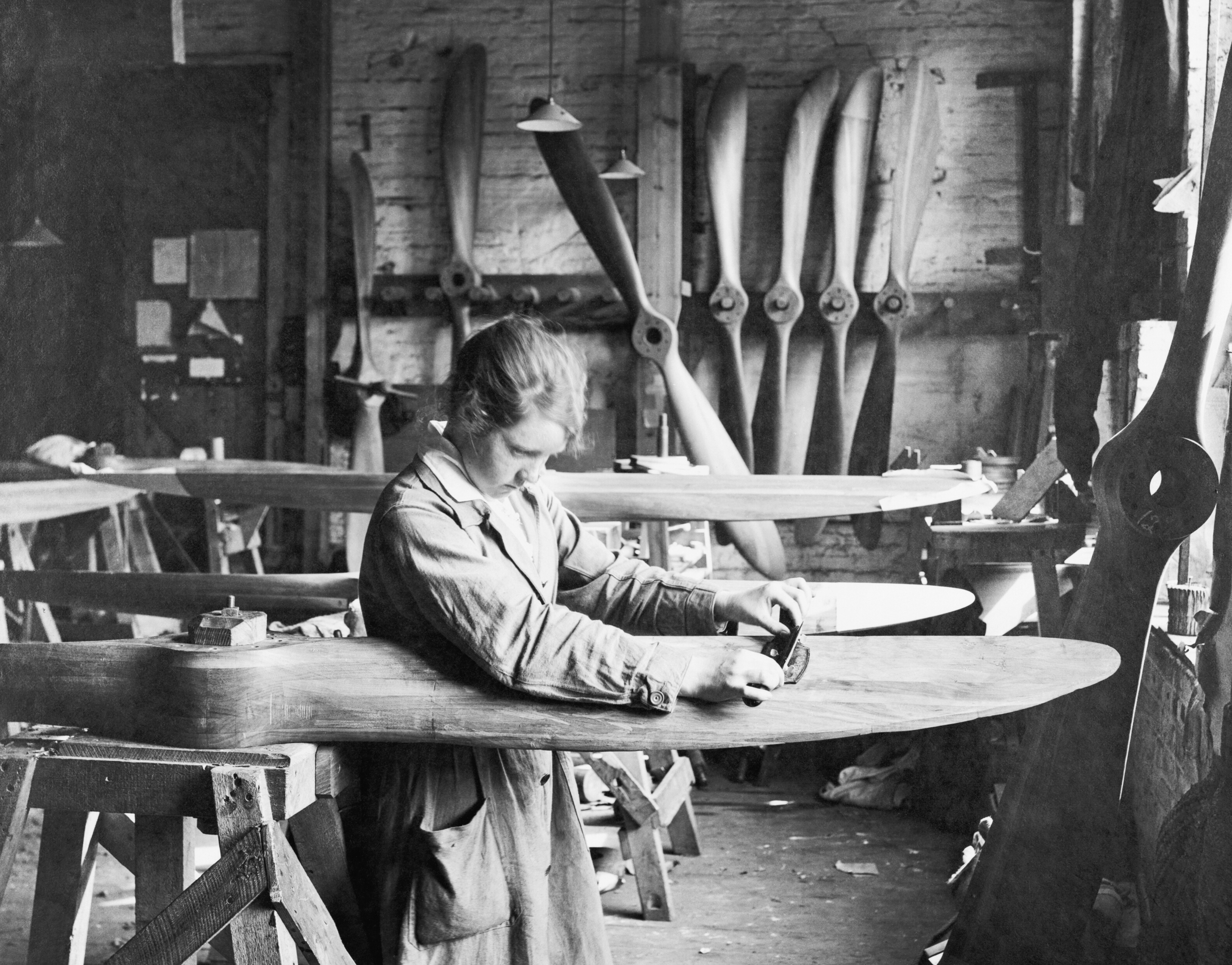
Travailleuse planant une hélice (Angleterre, Première Guerre mondiale).

L'hélice apparut au XIXe siècle comme le moyen de propulsion d'aéronefs. Elle se présentait alors comme le couplage de pagaies en rotation. Les premières réalisations concluantes furent des modèles réduits motorisés par des « moteurs à élastique ». Mais c'est surtout avec l'apparition de la machine à vapeur qu'elle devait devenir le propulseur idéal de l'aéronautique naissante. En effet, l'Éole de Clément Ader était équipé d'une ou deux hélices quadripales dont les pales étaient semblables à des plumes d'oiseaux exotiques. Par la suite, avec l'apparition du moteur à combustion, les hélices ont été construites en bois. Fabriquées d'abord en noyer, on a par la suite employé le hêtre qui a une résilience supérieure. Le hêtre qui était étuvé devait être exempt de défaut.
Dans les premiers temps de l'aviation, l'hélice était considérée, comme pour les hélices de navire, comme une vis se vissant dans l'air : on se préoccupait surtout de l'intrados des pales dont on pensait que la surpression générait l'essentiel de la poussée. Pour cette raison, ces premières hélices avaient un très mauvais rendement. La puissance des moteurs augmentant, des hélices métalliques apparurent dans les années 1920. Réalisées en duralumin, elles étaient initialement de simples planches tordues.
Jusqu'à cette époque, les hélices étaient à calage fixe (pas fixe). Ces hélices simples, légères et peu coûteuses, avaient permis l'essor de l'aviation mais elles présentaient des inconvénients. En particulier, la vitesse de l'avion diffère selon la phase de vol : décollage, montée ou vol en palier. L'incidence des pales produisant la portance est intimement liée à la vitesse de l'avion. Ainsi, un avion équipé d'une hélice à petit pas était bien adapté pour réussir le décollage mais était pénalisé pour la vitesse de pointe. A contrario, les avions de vitesse de la coupe Schneider présentaient des hélices à grand pas. Ils étaient conçus pour fournir les meilleures performances à vitesse élevée mais étaient handicapés lors des phases de décollage et de montée. Pour adapter l'hélice aux conditions de vol, il apparaît donc nécessaire de modifier, en vol, le calage de l'hélice. L'adjonction d'un tel mécanisme rendit les hélices plus complexes, lourdes et coûteuses. Mais les bénéfices sur le rendement propulsif dans les différentes phases de vol devaient provoquer leur adoption généralisée. Dans le contexte de l'adaptation moteur/hélice, on a inventé un système de régulation automatique du pas de l'hélice destiné à maintenir un régime de rotation constant.
La puissance des moteurs continuant d'augmenter, il fallut concevoir des hélices de plus en plus puissantes. Pour y parvenir, plusieurs options sont envisageables :
1. Accroître le diamètre de l'hélice. Cette solution conduit à une augmentation de la vitesse périphérique. Or l'entrée dans le domaine transsonique (V > M 0,8) génère l'accumulation d'ondes de pression en amont du bord d'attaque de l'extrémité de pale qui conduisent à une baisse du rendement aérodynamique, une augmentation des efforts et du niveau de bruit ;
2. Accroître la corde des pales (c'est-à-dire la distance entre leur bord d'attaque et leur bord de fuite). Cette solution correspond à une définition de pale à allongement réduit. De même que pour une aile d'avion, la finesse aérodynamique est d'autant plus élevée que l'allongement est grand. Cette solution a donc pour effet d'augmenter l'énergie des tourbillons marginaux en bout de pale ;
3. Accroître le nombre de pales. C'est la meilleure solution. Dans les premiers temps, la plupart des hélices étaient bipales. Des expérimentations ont même été réalisées avec des hélices à une pale équilibrées par des masselottes. Ces hélices provoquaient un déséquilibre de la portance propulsive conduisant à des vibrations et des contraintes de fatigue mécanique excessives. On a vu l'apparition satisfaisante d'hélices tripales. La puissance des moteurs continuant à augmenter, on a vu apparaître des hélices quadripales et même à cinq pales ;

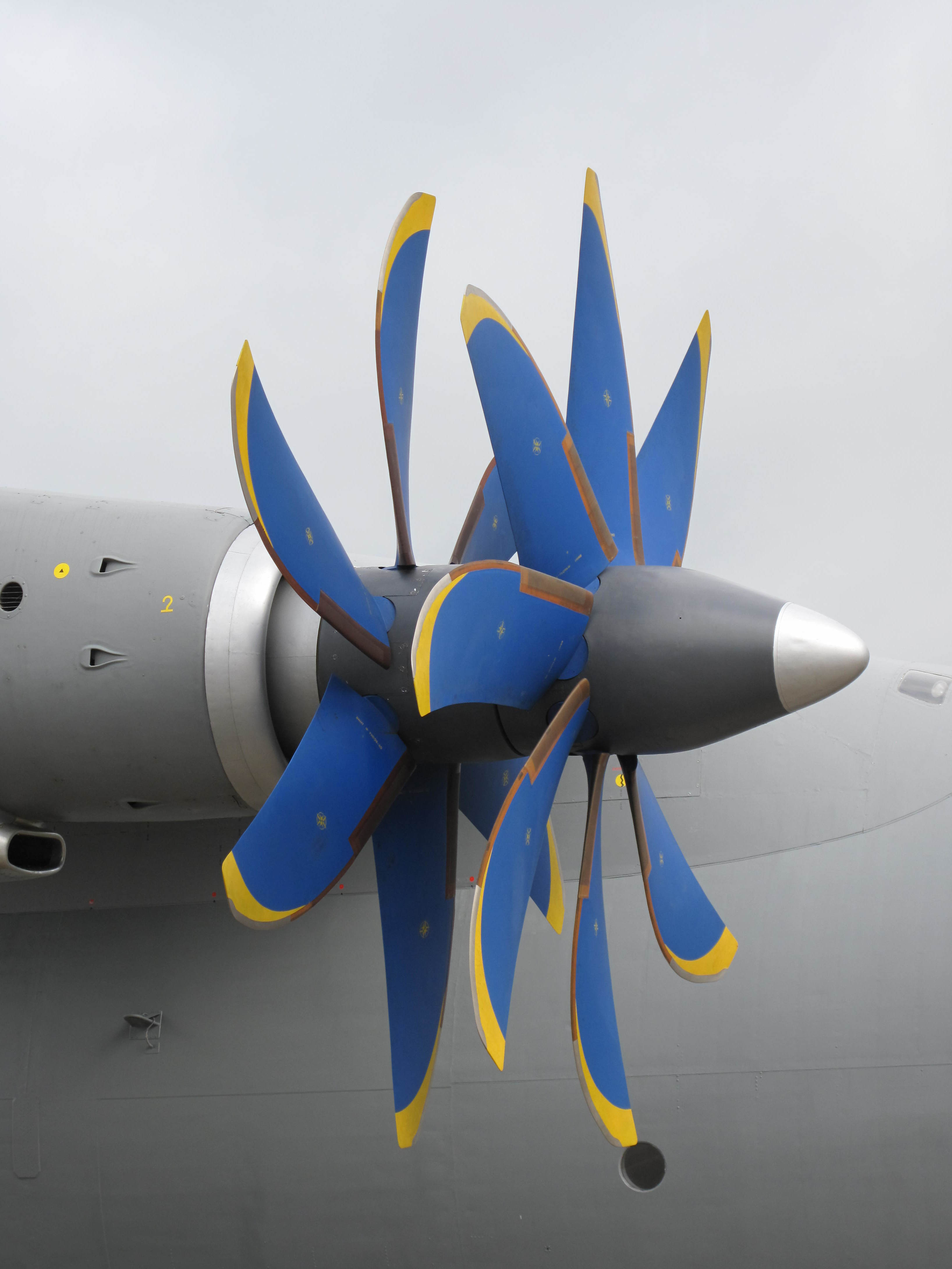
Hélices contrarotative d'un Antonov An-70.

4. Hélices contrarotative d'un Antonov An-70.  Une solution complémentaire à l'accroissement du nombre de pales est l'apparition d'hélices contrarotatives. Dans la mesure où l'accroissement du nombre de pales sur un seul moyeu pose des problèmes d'encombrement mécanique, la répartition des pales sur deux moyeux permet de résoudre le problème avec des avantages substantiels : du fait de son mouvement rotatif, l'hélice simple produit un tourbillon de sillage hélicoïdal. L'adjonction d'une seconde hélice permet de redresser le flux d'air, ce qui a pour conséquence immédiate une élévation significative du rendement de l'hélice. Cette solution n'a été mise en œuvre que rarement, sur des moteurs puissants (turbopropulseurs), avec à la clé une efficacité énergétique exceptionnelle permettant une économie de carburant très significative par rapport aux avions équipés de turboréacteurs. Cette économie se traduit naturellement par une augmentation du rayon d'action.

Dans le contexte de l'augmentation du diamètre des hélices, de nouvelles hélices dites rapides ont fait leur apparition dans les années 1980. Ces « hélices rapides » sont caractérisées par des pales en « cimeterre ». c'est-à-dire que leurs extrémités sont recourbées de façon que le bord d'attaque présente une flèche croissante à mesure que la vitesse tangentielle s'accroît avec le rayon.
En raison de cette limitation de l'hélice aux vitesses subsoniques, on a longtemps cru à son obsolescence pour les avions de transport modernes à réaction. Or, son retour est annoncé par le concept de General Electric « UnDucted Fan », datant des années 1980. Depuis l'apparition du turboréacteur lors de la seconde guerre mondiale, les gains réalisés sur les avions en vitesse ont été compensés par une augmentation substantielle de leur consommation de carburant. Pour pallier cet inconvénient, on a inventé le réacteur double flux : un premier flux d'air passe dans les chambres de combustion pour être éjecté au travers de la turbine tandis qu'un second flux d'air est simplement accéléré par une soufflante (fan). Le rapport entre les deux flux massiques est appelé le taux de dilution. Les concepteurs de ces moteurs n'ont pas tardé à observer que le rendement énergétique était d'autant plus élevé que le taux de dilution l'était. Ainsi, on a vu apparaître des réacteurs double flux avec des soufflantes de plus en plus grandes, lesdites soufflantes n'étant que des hélices carénées. Comme son nom l'indique, le concept d'« UnDucted Fan » consiste à supprimer le carénage des hélices pour accroître leur diamètre. Ce concept est aujourd'hui repris par le projet Safran « Open Rotor », qui présente un doublet d'hélices rapides contrarotatives entraînées par des turbines dans le flux du réacteur. Le concepteur annonce un gain attendu sur la consommation spécifique de l'ordre de 30 % par rapport aux réacteurs actuels. Ce n'est rien d'autre que le retour à la bonne vieille hélice sous une forme modernisée.

## Rendement de propulsion
La puissance propulsive fournie par l'hélice est de l'ordre de 75 à 85 % de la puissance fournie par le moteur ; cette valeur peut monter à 90 % pour des hélices contrarotatives[réf. nécessaire].

## Pas
Le pas d'une hélice est la distance relative parcourue en translation par rapport à l'air. On distingue le pas géométrique et le pas effectif :
- le pas géométrique, qui est fixe, est la distance théorique que l'hélice parcourt en faisant un tour complet, sans « glisser » (sans déraper dans le fluide, comme une vis dans du métal dur) ;
- le pas effectif est la distance que parcourt réellement l’hélice — et l'avion — lorsqu’elle fait un tour complet. Il est égal à la vitesse air de l'avion divisée par la vitesse de rotation de l'hélice (qui est, en l'absence de réduction, le régime moteur), En fonctionnement normal, du fait de la traction de l'hélice, le pas effectif est plus faible que le pas géométrique (c'est l'inverse quand l'hélice freine l'avion).

Selon son application, le pas d'une hélice fixe est choisi pour un fonctionnement optimal à une vitesse donnée :
- petit pas : meilleure traction au décollage et en montée (faibles vitesses) ;
- grand pas : meilleures performances en croisière (vitesses plus fortes).

### Calage
Le pas de l'hélice est déterminé par le calage angulaire du profil. Le calage local va décroissant en s'éloignant du centre (vrillage de la pale), car la vitesse locale de la pale augmente. La corde et le profil varient généralement le long de la pale : les efforts de flexion conduisent à des pales plus épaisses à l'emplanture qu'à l'extrémité. La vitesse élevée en bout de pale conduit à des profils plus minces, mieux adaptés aux Mach élevés.

### Hélice à pas réglable

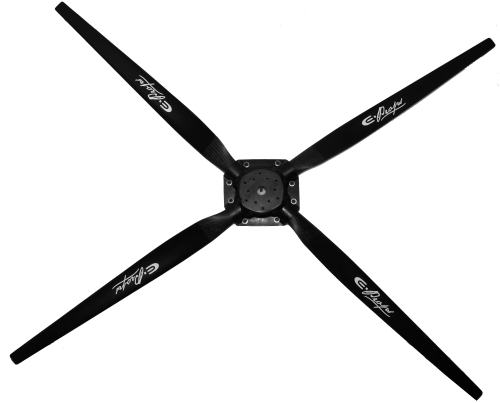
Hélice carbone à pas réglable au sol pour ULM

Sur certaines hélices, le calage des pales est variable et peut être réglé au sol pour obtenir un pas plus petit ou plus grand selon l'utilisation souhaitée. C'est le cas sur la plupart des ULM.

### Hélice à pas variable
Les premiers systèmes à apparaitre étaient à mode manuel, le pilote pouvait donc modifier directement le calage des pales en actionnant la commande de pas d'hélice. 
Le pilote peut donc ajuster le pas en vol en modifiant l'angle de calage des pales. Elle permet d'optimiser à la fois la traction à vitesse faible (petit pas), et les performances à vitesse de croisière (grand pas). 

### Hélice à vitesse constante
Une évolution du pas variable est la gestion automatique du pas. Généralement, le pilote commande un régime moteur donné et un mécanisme de régulation adapte le pas de l'hélice, en fonction de la puissance moteur et de la vitesse air, pour maintenir le régime constant, d'où l'appellation anglaise « constant speed » pour les hélices à pas variable à vitesse constante.
Certaines hélices peuvent être mises :
- en « drapeau », avec un calage de 90° environ, de manière à offrir la moindre traînée en cas de panne du moteur (sur un avion multimoteur) ou pendant le vol moteur coupé (sur un motoplaneur) ;  Hélices en drapeau (Hercules C-130)

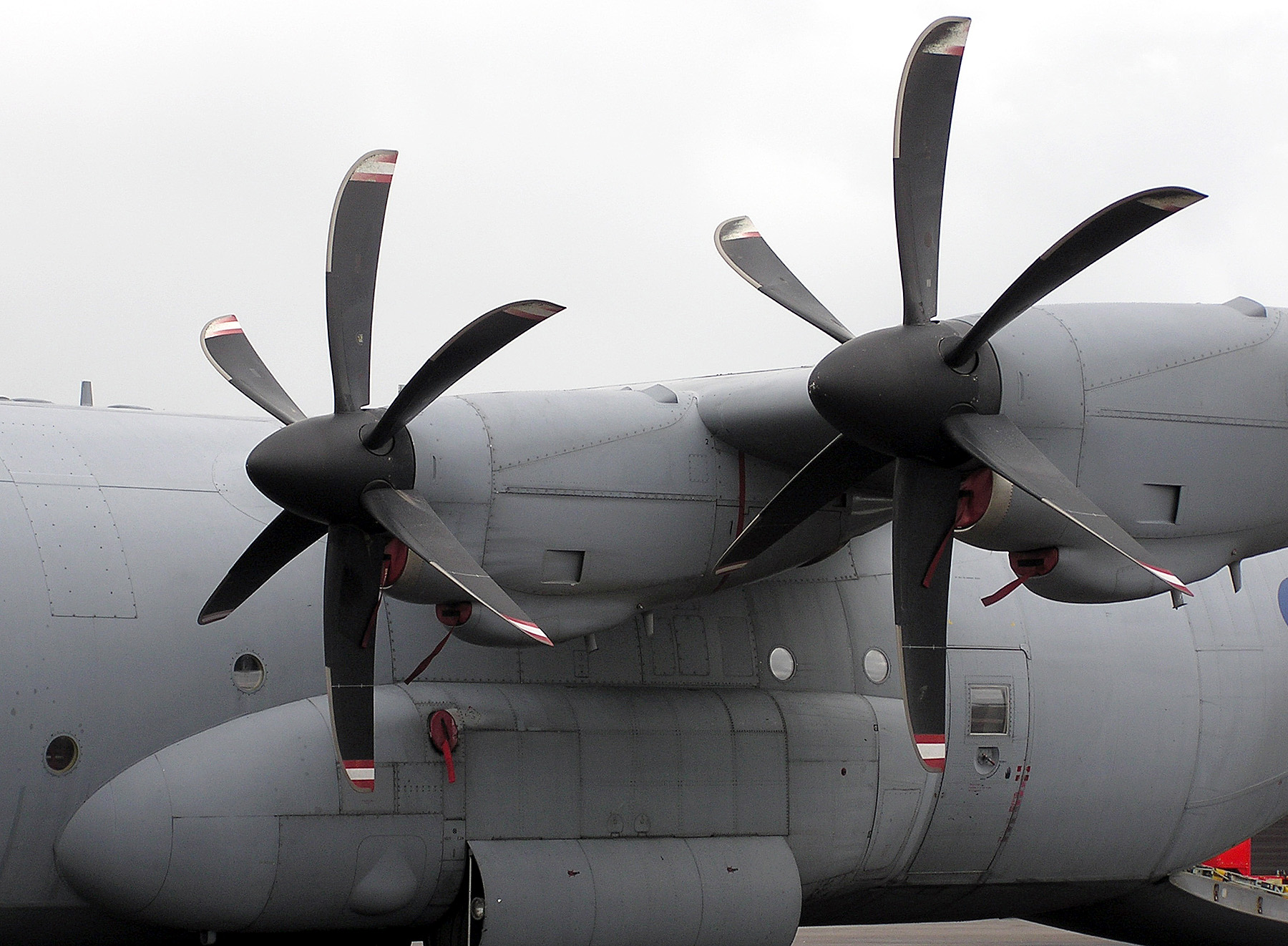
Hélices en drapeau (Hercules C-130)

- en « reverse » avec un calage négatif, ce qui permet d'utiliser la puissance moteur pour réduire la distance de roulage à l’atterrissage.

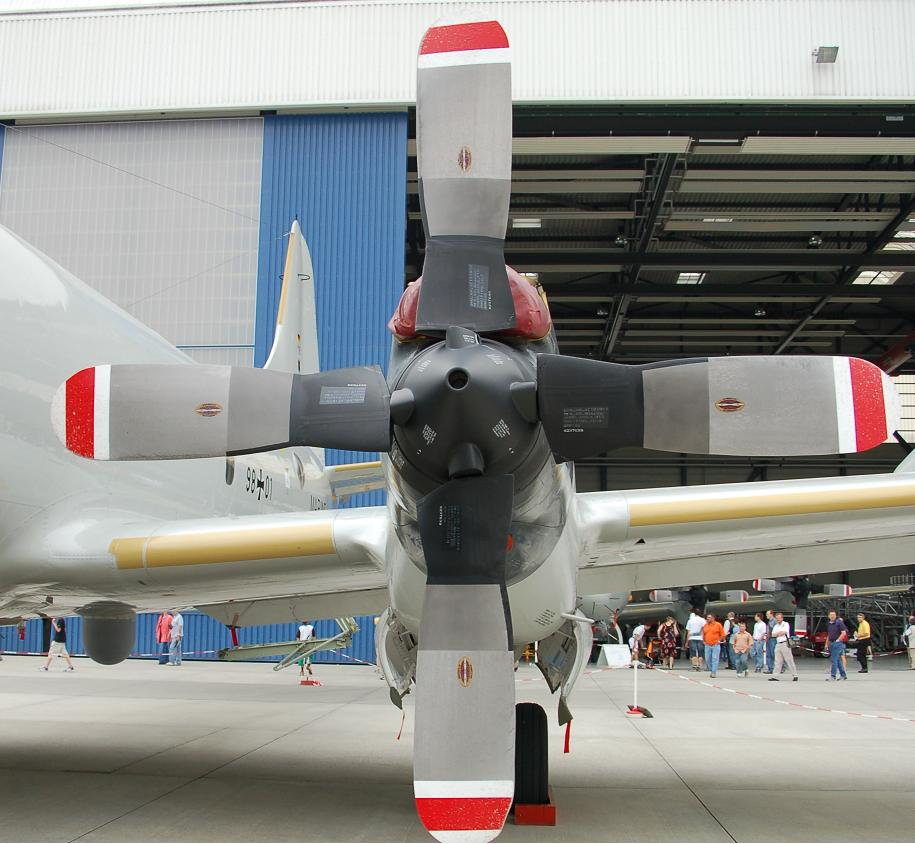
Hélice à pales à pas variable d'un Lockheed P-3 Orion.

#### Histoire
Un des pionniers de l'hélice à pas variable a été la firme française Ratier qui dans les années 1930 a produit et perfectionné les hélices à pas variables. Un des tout premiers modèles fonctionnait en tout ou rien avec un calage au petit pas pour le décollage et un plateau mobile dans le carénage conique — ou « casserole » — de l'hélice. La poussée du vent relatif sur ce plateau débloquait à partir d'une vitesse donnée un cliquet et dégonflait une vessie de caoutchouc bloquant un système de ressorts qui passait l'hélice au grand pas. Toutefois ce changement de pas était à sens unique : Pas question de revenir au petit pas pour recommencer un atterrissage manqué.
Très appréciée des participants à des courses aériennes elle permit au Caudron Rafale piloté par Detroyat de battre à plate couture des avions américains bien plus puissants (1 000 ch contre les 350 du Caudron) lors des très disputées courses en circuit fermé National Air races de 1936 ou de donner un avantage décisif au De Haviland 88 Grosvenor House (ancêtre conceptuel du célèbre Mosquito) vainqueur de la coupe Mac Robertson, un raid de longue distance entre Londres et Melbourne. Toutefois, son système pneumatique devait être remis en action avant chaque décollage avec une pompe à vélo, ce qui a valu aux mécaniciens d'avions le surnom facétieux de « gonfleurs d'hélices ».
Par la suite les perfectionnements permirent d'utiliser des actionneurs électriques ou hydrauliques et d'ajuster au mieux le pas de l'hélice automatiquement, sans intervention du pilote (hélices américaines Curtiss electric ou Hamilton Hydramatic), et de pouvoir repasser à la demande du grand pas au plus petit, un équivalent aéronautique d'une boîte de vitesses automatique d'automobile.

## Tractive ou propulsive
Une hélice est dite tractive ou propulsive selon qu'elle est placée devant ou derrière le véhicule donc, on dit qu'elle le « tire » ou le « pousse ». La grande majorité des avions ont une ou des hélice tractive, présentant généralement un meilleur rendement propulsif, l'hélice travaillant dans une masse d'air homogène, non perturbée par les sillages du fuselage et des ailes comme les hélices propulsives ; très peu sont à hélices propulsives (les premiers avions comme le Wright Flyer, le voisin III, le Royal Aircraft Factory F.E.8, le Convair B-36 Peacemaker, le Piaggio Avanti, les avions-canards de Burt Rutan). Quelques avions utilisent des hélices en configuration tandem ou push-pull, c'est-à-dire l'une propulsive et l'autre tractive (le Dornier X, le Dornier Do 335, le Cessna 337 Push-pull, le Rutan Defiant, le Fokker D.XXIII). De nombreux ULM sont en configuration propulsive. 

Remarque : traction et propulsion désignent la même réalité physique, une propulsion.

## Effets secondaires
Les effets secondaires des hélices sont d'autant plus marqué que la puissance du groupe moto propulseur est importante. Aussi, l'utilisation d'hélice contrarotative diminue ces effets secondaires. 

### Réaction au couple
Le couple moteur transmit à l'hélice la fait tourner, mais par effet de réaction, l'aéronef tout entier subit un couple inverse et a tendance à tourner dans l'autre sens.
La différence de masse entre l'hélice et le reste de l'aéronef ainsi que la surface alaire de l'aéronef en fait une réaction modeste que le pilote pourra compenser avec la commande de gauchissement.

### Effet asymétrique de sillage
L'air propulsé par l'hélice vers l'arrière de l'aéronef est également mit en légère rotation. L'air tourne autour du fuselage dans le même sens que l'hélice. Suivant la position de la dérive verticale (au-dessus, de chaque côté ou plus rarement en dessous du fuselage), une force apparait latéralement sur la dérive et créer un mouvement en lacet. Ce phénomène appelé souffle hélicoïdal devra être compensé par le pilote. 

### Effet asymétrique de la pale
Dans les phases de vol où l'aéronef évolue à forte incidence, le plan de rotation de l'hélice n'est pas perpendiculaire à la trajectoire : Par ce fait, pour une moitié du disque d'hélice la pale avance plus vite que l'aéronef, tandis que pour l'autre moitié elle avance moins vite. Ce fait créer une différence d'incidence aérodynamique, et donc une force de traction différente. Suivant le sens de rotation du moteur, la moitié gauche ou droite du disque génère une force de traction plus importante, occasionnant un mouvement en lacet que le pilote devra compenser. 

### Effet gyroscopique
La masse de l'hélice en rotation créer un gyroscope. Par la précession gyroscopique, les actions du pilote pour faire évoluer l'aéronef seront perturbés. 
Cet effet secondaire pouvait être visible sur les anciens aéronefs du temps des moteurs rotatifs, où la masse en rotation était d'une à deux centaines de kg. Sur les aéronefs classique, cette effet est imperceptible.

## L'hélice et les mitrailleuses
Dans les premiers stades de l'aviation de guerre, l'emploi conjoint d'une mitrailleuse et d'un système de propulsion sur les avions de chasse obligeait à placer l'arme hors du disque décrit par l'hélice (la plupart du temps sur la voilure supérieure des avions biplans) pour éviter leur destruction par les projectiles. Ceci avait comme inconvénient que le pilote devait tenir compte de la parallaxe entre son regard (la ligne de visée) et l'âme du canon de l'arme. C'est l'aviateur Roland Garros qui mettra au point un premier dispositif déflecteur monté sur les pales, protégeant ainsi les pales de l'hélice. Par la suite, le néerlandais Anthony Fokker améliora le système en créant un système de synchronisation du tir avec la position angulaire de l'hélice. Plus tard, certains avions comme le Morane-Saulnier MS.406 ou le Dewoitine D.520 recevront un canon d'Hispano Suiza de 20 mm tirant au travers du moyeu d'hélice, mais malgré sa grande efficacité cette disposition est restée marginale du fait de l'emplacement peu accessible du canon (placé entre les 2 rangées de cylindres du moteur V12) et de la faible capacité en munitions, limitée par le volume disponible.

## Pour les hélicoptères
Les pales formant le rotor principal des hélicoptères sont de très grande taille et leur nombre varie en fonction de la masse et de la vitesse du véhicule. 
- Ce rotor assure à la fois la portance, la propulsion et le contrôle en tangage et en roulis du véhicule. Le régime de rotation étant quasiment constant, le contrôle de la trajectoire est obtenu par variation du pas.
- La variation du pas peut être commandée collectivement c'est-à-dire de manière égale sur tout le rotor pour la montée/descente ou de manière dissymétrique dite « cyclique » pour les mouvements en tangage et en roulis. Le pas collectif est commandé par un levier à main gauche et le pas cyclique par le manche.
- Le couple engendré par le rotor principal doit être compensé afin d'empêcher la cellule de tourner dans le sens contraire. Plusieurs solutions sont possibles :
  - un système de propulsion latérale assuré par un rotor anticouple ou par effet Coanda (système NOTAR) sur la poutre de queue. Ce système assure également la gouverne en lacet (direction).
  - un second rotor principal qui peut être superposé au premier et placé sur le même axe mais tournant en sens inverse (rotor contrarotatif comme sur les appareils Kamov) ou placé à une distance plus ou moins grande du premier (rotor engrenant comme sur le Kaman K-Max).

## Domaine maritime
Certains types de navires sont munis d'une (ou plusieurs) hélices. C'est notamment le cas des hydroglisseurs et des aéroglisseurs. Dans le premier cas, il s'agit de navires capables de naviguer en eaux peu profondes, dans des zones marécageuses où encombrées par la végétation, qui bloquerait rapidement ou détruirait (troncs d'arbres immergés) une hélice de navire traditionnelle. Dans le second cas, il s'agit de véhicules se déplaçant sur un coussin d'air, dont aucune partie n'est immergée : ni coque, ni hélice ni gouvernail. Cela leur permet d'atteindre une vitesse inaccessible à un navire traditionnel.